# Louis Schutte
Louis Hermanus Hendrikus Schutte (Aalsmeer, 24 juli 1904 – Haarlem, 18 mei 1979) was een Nederlands kunstschilder, aquarellist en tekenaar. Vrienden en familie noemden hem veelal Tom Schutte. Hij werkte onder meer in Nederland, Duitsland, Oostenrijk, Frankrijk, Spanje, Denemarken en Zwitserland. In 1930, 1931 en 1932 won hij een  Koninklijke Subsidie. Van dit geld kon hij regelmatig en langere tijd naar Midden-Europa reizen waar hij tekende en inspiratie verzamelde voor zijn schilderijen.

## Levensloop
Schutte is geboren op 24 juli 1904 te Aalsmeer als zoon van Herman Schutte en Guurtje Bij.
Als jongste in de klas van Charles Bakker kreeg Louis de naam Tom. Zijn klasgenoot Ernest van Vrijberghe de Coningh, de latere acteur Cruys Voorberg, vond Louis geen geschikte naam. "Jij bent geen Louis, jij bent net zo’n Engels jongetje om Tommy te heten" Vanaf dat moment werd Louis omgedoopt tot Tom. De enige die hem Louis bleef noemen was zijn moeder. 
In deze klas kreeg hij niet alleen zijn naam voor de rest van zijn leven maar ook zijn beste vriend Jan van Tongeren.
Van 1920 tot 1924 bezocht hij de Rijksnormaalschool voor Teekenonderwijs Van 1925 tot 1929 ging hij naar de Rijksacademie voor Beeldende Kunsten in Amsterdam, waar hij o.a. les kreeg van prof. Hendrik Jan Wolter.
Hij maakte - naast de studiereizen die hij met de hem verleende Koninklijke Subsidie ondernam - vele reizen, o.a. in 1929 naar Parijs en Bretagne, in 1934 naar Spanje, in 1935 naar Oostenrijk, Tsjecho-Slowakije en Duitsland, in 1936, 1937, 1938, 1939 naar Denemarken en Duitsland. Na de Tweede Wereldoorlog kwam hij in 1950, 1951, 1952, 1954 weer in Duitsland en Oostenrijk. Vanaf 1963 ging hij jaarlijks naar Oostenrijk, waar veel inspiratie opgehaald is.
Sinds 1932 was hij lid der Maatschappij Arti et Amicitiae te Amsterdam, en later werd hij medeoprichter van de kunstenaarsvereniging Teisterband te Haarlem.
Vanaf zijn huwelijk met Geertruida Helena Maria Moen (1919-2018) in 1946 woonde en werkte hij in het Huis met de Beelden aan de Wagenweg in Haarlem. Hier werd zijn dochter Marjan Schutte (1955-2017) geboren.
Vanaf 1948 was hij lector Handtekenen aan de Technische Hogeschool te Delft (tegenwoordig de Technische Universiteit Delft, afdeling Bouwkunde. Hij maakte regelmatig dienstreizen naar Frankrijk en Belgïe, en later naar Zweden (1952), Spanje (1953) en Stuttgart, Duitsland (1946).
Vanaf 1963 woonde en werkte hij aan de Willem de Zwijgerlaan, de eerste verdieping van deze woning bestond voornamelijk uit zijn atelier.
Op 11 mei 1979 was hij nog aanwezig bij het huwelijk van zijn dochter met Hendrik, een week later op 18 mei 1979 overleed hij in Haarlem.

## Exposities
Tom Schutte heeft diverse malen met zijn werk geëxposeerd. 
Veelal bij Arti et Amicitiae, diverse kunsthandelaren maar ook een aantal keer in het Frans Hals Museum en het Rijksmuseum Amsterdam.
Het werk werd veelal uitgeleend en is grotendeels bij diverse eigenaren in particulier bezit.
| Jaartal Expositie | Plaats Expositie | Werk                                                                                                 | Expositie in Museum of Kunsthandel    |
| ----------------- | ---------------- | --- | ------------------------------------- |
| 1930              | Haarlem          | Letlandse vrouw / Vrouw op rustbank                                                                  | De vrije Haarlemsche Schilderschool   |
| onbekend          | Haarlem          | Meiavond in Andalusië                                                                                | Kunsthandel Heerkens Thijssen         |
| 1930              | Haarlem          | Jardin du Luxembourg, Parijs                                                                         | Frans Hals Museum                     |
| 1932              | Amsterdam        | Prater Konditorei                                                                                    | Arti et Amicitiae                     |
| 1932              | Haarlem          | Würstelprater                                                                                        | Kunsthandel Reeker                    |
| 1934              | Amsterdam        | Mirabell Garten Salzburg / Weens café interieur met krantenlezend heer                               | Kunsthandel Aalderink                 |
| 1934              | Amsterdam        | Theaterbezoekers in Salzburg / Rugfiguur vrouw in het blauw                                          | Kunsthandel Aalderink                 |
| 1934              | Amsterdam        | Ludwig Viktorplatz, Salzburg                                                                         | Arti et Amicitiae                     |
| 1934              | Oslo             | Opvartningspike                                                                                      |                                       |
| 1935              | Haarlem          | Tuin met Floxen                                                                                      | Kunsthandel Reeker                    |
| 1935              | Haarlem          | Vondelpark / Mirabellgarten / Tuin met Floxen                                                        | Kunsthandel Reeker                    |
| 1935              | Haarlem          | Pottenmarkt / Damesportret Portret cellist / Naakt                                                   | Kunsthandel Reeker                    |
| 1935              | Haarlem          | Wien-Prater Heustadelwasser / Vrouw in blauwe blouse / Ludwig Viktorplatz                            | Kunsthandel Reeker                    |
| 1935              | Haarlem          | Wasvrouwen in het Rhônedal / Den alten Prillmayer / Sarphatipark / Gertrud (aquarellen)              | Kunsthandel Reeker                    |
| 1935              | Haarlem          | Krantlezende heer Gürtelkaffeehaus / Staatsbrücke Salzburg / Bollenzondag / Salzburgse (aquarellen)  | Kunsthandel Reeker                    |
| 1935              | Haarlem          | Meisje op tuinstoel / Kinderkopje / Meisje dat zich kleed voor het poseren (aquarellen)              | Kunsthandel Reeker                    |
| 1936              | Amsterdam        | Terras van Café Mirabell Salzburg'                                                                   | Arti et Amicitiae                     |
| 1936              | Amsterdam        | Fontein in Salzburg                                                                                  | Arti et Amicitiae                     |
| 1936              | Haarlem          | Café-restaurant galerij / Overburen, (kleermakersatelier in Madrid) / Kelnerinnetje' (Aquarellen)    | Kunsthandel Reeker                    |
| 1936              | Haarlem          | Café Tomaselli / Figuurtjes in Dirndl / Fontein / Sternbraü'(Aquarellen)                             | Kunsthandel Reeker                    |
| 1937              | Amsterdam        | Meiavond in Andalusië                                                                                | Arti et Amicitiae                     |
| 1937              | Haarlem          | Meiavond in Andalusië / Ziderlokal Frankfurt / Kranzlmarkt Salzburg / Kinderportret met twee hondjes | Kunsthandel Reeker                    |
| 1937              | Haarlem          | Dubbelportret van twee broertjes / Lezend kinderkopje / meisjesportret / Meisje op canapé            | Kunsthandel Reeker                    |
| 1937              | Haarlem          | Zomer in Denemarken = Oranje kimono / Wandelende Neger / Heer met strohoed / Naakt                   | Kunsthandel Reeker                    |
| 1937              | Haarlem          | Wandelende Neger / Heer met strohoed / Tuinstudie met gieter / Portret Wil van der Tak               | Kunsthandel Reeker                    |
| 1937              | Haarlem          | Russische actrice / Dame in lila japon (aquarellen)                                                  | Kunsthandel Reeker                    |
| 1937              | Amsterdam        | Jonge vrouw met boek / Meisje in de tuin / 2 rugfiguren                                              | Kunsthandel Klamer                    |
| 1937              | Amsterdam        | Meisjesfiguur in blauw zijden blouse op bank / De wachtkamer in de etalage / Floxen                  | Kunsthandel Klamer                    |
| 1937              | Amsterdam        | Zigeunermeisje / Vrouw in avondtoilet / Zittend meisjesfiguurtje / Vrouwenportretten (aquarellen)    | Kunsthandel Klamer                    |
| 1937              | Amsterdam        | Gezelschap in cafétuin / Atelier interieur / Zonnig weggetje (aquarellen)                            | Kunsthandel Klamer                    |
| 1939              | Amsterdam        | Salzburg, Residenzplatz met Deutschmeisterkapelle                                                    | Arti et Amicitiae                     |
| 1939              | Amsterdam        | Wasvrouwen in Castilië                                                                               | Rijksmuseum Amsterdam                 |
| 1940              | Amsterdam        | Rainer Gasthaus, Salzburg                                                                            | Arti et Amicitiae                     |
| 1940              | Amsterdam        | Vrouw voor een Japans kamerscherm (aquarel)                                                          | Arti et Amicitiae                     |
| 1940              | Amsterdam        | Zigeunerinnen in het Burgenland / De Klomp                                                           | Arti et Amicitiae                     |
| 1941              | Amsterdam        | Baadsters (tekening)                                                                                 | Haarlem Huis van Looy                 |
| 1998              | Ede              | Rainer Gasthaus Salzburg                                                                             | Kunsthandel Simonis en Buunk          |
| 2001              | Haarlem          | Vrouw op divan / Pottenmarkt                                                                         | Frans Hals Museum & De Hallen Haarlem |
| 2001              | Ede              | Terras van Café Mirabell, Salzburg                                                                   | Kunsthandel Simonis en Buunk          |
| 2010              | Ommen            | Rainer Gasthaus Salzburg                                                                             | Kunsthandel Mark Smit                 |

- Biografisch Portaal: 13077366
- Nederlandse Thesaurus van Auteursnamen: 072311819
- RKD-Nederlands Instituut voor Kunstgeschiedenis: 71425
- Virtual International Authority File: 290380356